# Badminton ai Giochi della XXX Olimpiade

## Calendario
| Uomini |  |  |  |  |  |  |        |                | Singolo Doppio | 2 |
| Donne  |  |  |  |  |  |  |        | Singolo Doppio |                | 2 |
| Misto  |  |  |  |  |  |  | Doppio |                |                | 1 |
| Totale |  |  |  |  |  |  | 1      | 2              | 2              | 5 |

|  | Qualificazioni |  | FINALI |

## Podi

### Uomini
| Evento                      | Oro                     | Argento                                | Bronzo                                   |
| Singolo maschile (dettagli) | Lin Dan                 | Lee Chong Wei                          | Chen Long                                |
| Doppio maschile (dettagli)  | Cina Cai Yun Fu Haifeng | Danimarca Mathias Boe Carsten Mogensen | Corea del Sud Jung Jae-Sung Lee Yong-Dae |

### Donne
| Evento                       | Oro                        | Argento                             | Bronzo                               |
| Singolo femminile (dettagli) | Li Xuerui                  | Wang Yihan                          | Saina Nehwal                         |
| Doppio femminile (dettagli)  | Cina Tian Qing Zhao Yunlei | Giappone Mizuki Fujii Reika Kakiiwa | Russia Valeria Sorokina Nina Vislova |

### Misto
| Evento                  | Oro                        | Argento             | Bronzo                                                |
| Doppio misto (dettagli) | Cina Zhang Nan Zhao Yunlei | Cina Xu Chen Ma Jin | Danimarca Joachim Fischer Nielsen Christinna Pedersen |

## Medagliere
| Posizione | Paese         |   |   |   | Totale |
| --------- | ------------- | - | - | - | ------ |
| 1         | Cina          | 5 | 2 | 1 | 8      |
| 2         | Danimarca     | 0 | 1 | 1 | 2      |
| 3         | Malaysia      | 0 | 1 | 0 | 1      |
| 3         | Giappone      | 0 | 1 | 0 | 1      |
| 5         | Corea del Sud | 0 | 0 | 1 | 1      |
| 5         | India         | 0 | 0 | 1 | 1      |
| 5         | Russia        | 0 | 0 | 1 | 1      |
| Totale    | Totale        | 5 | 5 | 5 | 15     |